# Glen Johnson
Glen McLeod Cooper Johnson (nascut a Greenwich, Anglaterra, el 23 d'agost del 1984), és un futbolista anglès que actualment juga de lateral dret al Stoke City de la Premier League anglesa. Johnson, també juga per la selecció d'Anglaterra des del 2003.